# Wendy Hiller
Wendy Margaret Hiller DBE (Bramhall, 15 de Agosto de 1912 — Beaconsfield, 14 de Maio de 2003) foi uma atriz britânica. Atuou em cerca de vinte filmes desde sua estreia na indústria cinematográfica, em 1937. Dentre eles estão clássicos como Pigmalião (1938), de Anthony Asquith, O homem que não vendeu sua alma (1966), de Fred Zinnemann, e O homem elefante (1980), de David Lynch.

## Filmografia
- Lancashire Luck  (1937)
- Pigmalião (1938) - Indicada ao Oscar de melhor atriz
- Major Barbara  (1941)
- I Know Where I'm Going!  (1945)
- Outcast of the Islands  (1952)
- Sailor of the King  (1953)
- Something of Value  (1957)
- How to Murder a Rich Uncle (1957)
- Vidas separadas  (1958) - Oscar de melhor atriz coadjuvante
- Sons and Lovers  (1960)
- Toys in the Attic  (1963)
- O homem que não vendeu sua alma (1966) - Indicada ao Oscar de melhor atriz coadjuvante
- Assassinato no Orient Express  (1974)
- Voyage of the Damned  (1976)
- The Cat and the Canary  (1979)
- O homem elefante  (1980)
- Miss Morison's Ghosts  (1981)
- Making Love  (1982)
- Attracta  (1983)
- Paixão Solitária  (1987)
- The Countess Alice (1992)

## Prêmios e Indicações

#### Óscar
| Ano  | Categoria                | Indicação             | Notas    |
| ---- | ------------------------ | --------------------- | -------- |
| 1939 | Melhor Atriz             | Pygmalion             | Indicado |
| 1959 | Melhor Atriz Coadjuvante | Separate Tables       | Venceu   |
| 1967 | Melhor Atriz Coadjuvante | A Man for All Seasons | Indicado |

#### Globo de Ouro
| Ano  | Categoria                          | Indicação         | Notas    |
| ---- | ---------------------------------- | ----------------- | -------- |
| 1959 | Melhor Atriz Coadjuvante em Cinema | Separate Tables   | Indicado |
| 1964 | Melhor Atriz Coadjuvante em Cinema | Toys in the Attic | Indicado |